# 大奥布林根
大奥布林根（德語：Großobringen，發音：[ɡʁoːsˈʔoːbʁɪŋən]）是德国图林根州魏玛地区县曾经的一个市镇，与小奥布林根相邻，面积7.65平方千米，2017年12月31日人口为898人。2019年1月1日，大奥布林根与另外10个市镇合并为新市镇阿姆埃特斯贝格。